# Carrière de Plancher-les-Mines
La carrière de Plancher-les-Mines est une carrière située à Plancher-les-Mines, dans le département de la Haute-Saône. en France.

## Description
Il s'agit d'une carrière d'aphanite exploitée au Néolithique pour la fabrication de haches et autres outils.

## Historique
L'édifice est inscrit au titre des monuments historiques en 1994.